# 1990-es Formula–1 portugál nagydíj
A portugál nagydíj volt az 1990-es Formula–1 világbajnokság tizenharmadik futama.

## Futam
Portugáliában a Ferrarik indultak az első sorból, Mansell-Prost sorrendben. Mögülük Senna és Berger indult.
A rajtnál mindkét Ferrari visszaesett és a McLarenek kerültek az élre. Senna vezetett Berger, Mansell és Piquet előtt. A 13. körben Prost megelőzte Piquet-t, majd Mansell a fűre hajtott, így a harmadik helyre került a francia. Mansell és Berger hamarosan kiálltak a boxba, eközben Prost megelőzte Sennát és az élre került. Hamarosan ők ketten is kiálltak, ezután Senna vezetett Mansell, Berger és Prost előtt. Mansell az 50. körben megelőzte Sennát, így az élre állt. Phillipe Alliot lekörözésénél összeütköztek és a Ligier a falnak csapódott, míg Mansell sérülés nélkül továbbhaladt. Prost az 59. körben megelőzte Bergert. Két körrel később Szuzuki Aguri és Alex Caffi ütközött egymással. Mivel az autók eltorlaszolták a pályát, a versenyt leintették. Így Mansell győzött Senna, Prost és Berger előtt.
|         | Rsz. | Versenyző          | Csapat                | Körök | Idő/Kiesések | Rajthely | Pontok |
| ------- | ---- | ------------------ | --------------------- | ----- | ------------ | -------- | ------ |
| 1       | 2    | Nigel Mansell      | Ferrari               | 61    | 1:22:11,014  | 1        | 9      |
| 2       | 27   | Ayrton Senna       | McLaren-Honda         | 61    | +2,808       | 3        | 6      |
| 3       | 1    | Alain Prost        | Ferrari               | 61    | +4,189       | 2        | 4      |
| 4       | 28   | Gerhard Berger     | McLaren-Honda         | 61    | +5,896       | 4        | 3      |
| 5       | 20   | Nelson Piquet      | Benetton-Ford         | 61    | +57,418      | 6        | 2      |
| 6       | 19   | Alessandro Nannini | Benetton-Ford         | 61    | +58,249      | 9        | 1      |
| 7       | 6    | Riccardo Patrese   | Williams-Renault      | 60    | +1 kör       | 5        |        |
| 8       | 4    | Jean Alesi         | Tyrrell-Ford          | 60    | +1 kör       | 8        |        |
| 9       | 9    | Michele Alboreto   | Arrows-Ford           | 60    | +1 kör       | 19       |        |
| 10      | 25   | Nicola Larini      | Ligier-Ford           | 59    | +2 kör       | 22       |        |
| 11      | 23   | Pierluigi Martini  | Minardi-Ford          | 59    | +2 kör       | 16       |        |
| 12      | 15   | Maurício Gugelmin  | Leyton House-Judd     | 59    | +2 kör       | 14       |        |
| 13      | 10   | Alex Caffi         | Arrows-Ford           | 58    | Baleset      | 17       |        |
| 14      | 30   | Szuzuki Aguri      | Larrousse-Lamborghini | 58    | Baleset      | 11       |        |
| 15      | 21   | Emanuele Pirro     | Dallara-Ford          | 58    | +3 kör       | 13       |        |
| Kiesett | 26   | Philippe Alliot    | Ligier-Ford           | 52    | Baleset      | 20       |        |
| Kiesett | 7    | David Brabham      | Brabham-Judd          | 52    | Váltó        | 25       |        |
| Kiesett | 16   | Ivan Capelli       | Leyton House-Judd     | 51    | Motorhiba    | 12       |        |
| Kiesett | 5    | Thierry Boutsen    | Williams-Renault      | 30    | Motorhiba    | 7        |        |
| Kiesett | 29   | Éric Bernard       | Larrousse-Lamborghini | 24    | Váltó        | 10       |        |
| Kiesett | 8    | Stefano Modena     | Brabham-Judd          | 21    | Váltó        | 23       |        |
| Kiesett | 12   | Martin Donnelly    | Lotus-Lamborghini     | 14    | Generátor    | 15       |        |
| Kiesett | 11   | Derek Warwick      | Lotus-Lamborghini     | 5     | Gázadagoló   | 21       |        |
| Kiesett | 18   | Yannick Dalmas     | AGS-Ford              | 3     | Féltengely   | 24       |        |
| Kiesett | 22   | Andrea de Cesaris  | Dallara-Ford          | 0     | Kicsúszás    | 18       |        |
| NI      | 3    | Nakadzsima Szatoru | Tyrrell-Ford          |       | Rosszullét   |          |        |
| NK      | 14   | Olivier Grouillard | Osella-Ford           |       |              |          |        |
| NK      | 24   | Paolo Barilla      | Minardi-Ford          |       |              |          |        |
| NK      | 17   | Gabriele Tarquini  | AGS-Ford              |       |              |          |        |
| NK      | 31   | Bertrand Gachot    | Coloni-Ford           |       |              |          |        |
| NeK     | 33   | Roberto Moreno     | Euro Brun-Judd        |       |              |          |        |
| NeK     | 34   | Claudio Langes     | Euro Brun-Judd        |       |              |          |        |
| NeK     | 39   | Bruno Giacomelli   | Life-Judd             |       |              |          |        |

## Statisztikák
Vezető helyen:
- Ayrton Senna: 46 (1-28 / 32-49)
- Gerhard Berger: 3 (29-31)
- Nigel Mansell: 12 (50-61)

Nigel Mansell 16. győzelme, 14. pole-pozíciója, Riccardo Patrese 6. leggyorsabb köre.
- Ferrari 102. győzelme.